# Grupo Desportivo de Alfarim
O Grupo Desportivo de Alfarim (GDA) é um clube polidesportivo português, localizado em Alfarim, Sesimbra, distrito de Setúbal. O clube foi fundado em 5 de Junho de 1976. O seu actual presidente é José Fernando Dias.

## História
O Grupo Desportivo de Alfarim a 5 de Junho de 1976, em Alfarim, no Concelho de Sesimbra, 
O Clube possui hoje um  património onde pontificam um Pavilhão Gimnodesportivo, um Complexo Desportivo com iluminação própria, que dispõe de dois Campos de Futebol dotados de Piso de Relva Sintética (um de futebol de onze e outro de futebol de sete), numa sequência de obras que têm valorizado o Clube e que apenas foram possíveis com o apoio da Câmara Municipal de Sesimbra, um baluarte na construção deste Clube.